# 더 론리 아일랜드
론리 아일랜드(영어: The Lonely Island)는 미국 캘리포니아주에서 2001년에 결성된 가수겸 코미디언 그룹이다. 이들은 주로 매우 익살스러운 가사의 힙합곡을 주로 만들어 대중들에게 웃음을 주면서 되어 현재는 뉴욕을 기점으로 활동하고 있다.
맴버들은 어렸을 때부터 유명한 노래들의 가사를 재미있게 개사해서 부르는 것을 즐겨 하다가 우연히 이들이 만든 노래가 대중에게 알려져 인기를 끌게 된 것으로 알려져 있다.
이들은 처음에 라이브 코미디 쇼로 시작해서 음악 패러디로 화제가 되기 시작했는데, 특히 TV 프로그램 《새터데이 나이트 라이브》(SNL)에서 음악 패러디 비디오인 〈Lazy Sunday〉를 발표하면서부터 인기를 끌었다. 이후에는 인터넷을 통해 관심을 끌면서 〈Dick in a box〉, 〈Jizz in My Pants〉, 〈Threw it on the ground〉, 〈Iran So Far〉, 〈I'm on a Boat〉 등의 패러디 음악 영상을 SNL에 방송하기도 하였다. 이중 특히 〈I'm on a Boat〉는 티-페인이 노래를 도우며 디지털 단편에까지 출연해 화제를 모으기도 했다. 이들은 위의 노래들의 성공을 디딤돌로 하여 2009년에 그들의 첫 앨범 《Incredibad》를 발표하였다.
2010년, 론리 아일랜드는 디지털 싱글 〈I Just Had Sex〉를 에이콘의 피쳐링과 함께 발매하며, 2011년에 발매할 새 앨범의 초석을 다졌다. 〈I Just Had Sex〉는 빌보드에서 상위권을 차지하며 인기를 입증하였다.
2013년에는 세 번째 싱글 《The Wack Album》을 발표하였고, 이 싱글에는 〈Go Kindergarten〉,〈Semicolon〉등의 노래가 실려있다.